# Oh Wonder
Gli Oh Wonder sono un duo musicale inglese formatosi nel 2014 a Londra.

## Storia del gruppo
Nel settembre 2014 il duo ha iniziato a produrre e rilasciare una canzone al mese su internet come singoli, arrivando nel settembre 2015 a pubblicare il loro primo album (l'omonimo Oh Wonder) contenente tutti i brani precedentemente distribuiti. Nello stesso mese gli Oh Wonder hanno iniziato il loro primo tour mondiale, che si è prolungato anche nel 2016.
Nel 2017 pubblicano il loro secondo album Ultralife da cui poi ne consegue un tour mondiale che raggiunge anche l’Italia al Circolo Magnolia di Milano il 15 novembre 2017.
Nel 2019 annunciano il loro terzo album, No One Else Can Wear Your Crown, atteso per il 7 febbraio 2020. 
Ne viene annunciano anche il corrispettivo tour mondiale: No One Else Can Wear Your Crown Tour: Part 1. Sempre nel 2020, durante il corso del lockdown per via della pandemia di Covid-19, gli Oh Wonder decidono di pubblicare una serie di canzoni che vengono raccolte nell'EP Home Tapes. Nel 2021 annunciano tramite i social che sono al lavoro al loro quarto album. Il 22 settembre dello stesso anno annunciano il nome dell'album, 22 Break, uscito l'8 ottobre 2021.
Il 7 ottobre 2022 esce il quinto album 22 Make.

## Formazione
- Josephine Vander Gucht – voce, tastiere, percussioni
- Anthony West – voce, tastiere, percussioni

## Discografia

### Album
- 2015 – Oh Wonder
- 2017 – Ultralife
- 2020 – No One Else Can Wear Your Crown
- 2021 – 22 Break
- 2022 – 22 Make

### EP
- 2020 – Home Tapes